# Llista de topònims d'Ascó
Llista de topònims (noms propis de lloc) del municipi d'Ascó, a la Ribera d'Ebre
Informació actualitzada per un bot. Els canvis manuals es perdran quan s'actualitzi!

## barraca de vinya
| imatge | Nom              | Ubicat a | instància de     | Detalls                     | coordenades                                                             | Protecció                                  | Commons (més fotos) | Dades a WD                    |
| ------ | ---------------- | -------- | ---------------- | --------------------------- | ----------------------------------------------------------------------- | ------------------------------------------ | ------------------- | ----------------------------- |
|        | cabanes d'Ascó   | Ascó     | barraca de vinya | Estil: arquitectura popular | 41° 11′ 37″ N, 0° 32′ 23″ E / 41.193539°N,0.539713°E                    | bé integrant del patrimoni cultural català |                     | Modifica les dades a Wikidata |
|        | caxaperes d'Ascó | Ascó     | barraca de vinya | Estil: arquitectura popular | 41° 10′ 20″ N, 0° 30′ 04″ E / 41.172222222222224°N,0.5011111111111111°E | bé cultural d'interès local                |                     | Modifica les dades a Wikidata |

## cabana
| imatge | Nom                                | Ubicat a | instància de | Detalls | coordenades                                                          | Protecció | Commons (més fotos) | Dades a WD                    |
| ------ | ---------------------------------- | -------- | ------------ | ------- | -------------------------------------------------------------------- | --------- | ------------------- | ----------------------------- |
|        | cabana d'Agustí                    | Ascó     | cabana       |         | 41° 08′ 22″ N, 0° 32′ 36″ E / 41.1395057753982°N,0.543211698128988°E |           |                     | Modifica les dades a Wikidata |
|        | cabana d'Aleix de Marí             | Ascó     | cabana       |         | 41° 09′ 15″ N, 0° 32′ 26″ E / 41.1540695859622°N,0.540665705045764°E |           |                     | Modifica les dades a Wikidata |
|        | cabana d'Antònio del Jaser         | Ascó     | cabana       |         | 41° 07′ 57″ N, 0° 32′ 30″ E / 41.1325728561594°N,0.541635944696886°E |           |                     | Modifica les dades a Wikidata |
|        | cabana de Casa Pino                | Ascó     | cabana       |         | 41° 09′ 17″ N, 0° 33′ 30″ E / 41.1546462447205°N,0.558447857778285°E |           |                     | Modifica les dades a Wikidata |
|        | cabana de Cisco d'Aleix            | Ascó     | cabana       |         | 41° 09′ 46″ N, 0° 34′ 28″ E / 41.1627394839913°N,0.574451560940418°E |           |                     | Modifica les dades a Wikidata |
|        | cabana de Colores                  | Ascó     | cabana       |         | 41° 08′ 40″ N, 0° 33′ 20″ E / 41.1443059685623°N,0.55545972388216°E  |           |                     | Modifica les dades a Wikidata |
|        | cabana de Joan de Fava             | Ascó     | cabana       |         | 41° 08′ 05″ N, 0° 32′ 40″ E / 41.1348099803973°N,0.544328153585657°E |           |                     | Modifica les dades a Wikidata |
|        | cabana de Joan del Jaser           | Ascó     | cabana       |         | 41° 08′ 43″ N, 0° 33′ 48″ E / 41.1451827785067°N,0.563255368004822°E |           |                     | Modifica les dades a Wikidata |
|        | cabana de Jordi de Moster          | Ascó     | cabana       |         | 41° 07′ 57″ N, 0° 32′ 01″ E / 41.1326357706537°N,0.533628189037208°E |           |                     | Modifica les dades a Wikidata |
|        | cabana de Josep Esquerra           | Ascó     | cabana       |         | 41° 08′ 08″ N, 0° 32′ 26″ E / 41.1354396469992°N,0.540492394728822°E |           |                     | Modifica les dades a Wikidata |
|        | cabana de Josep Maria del Curander | Ascó     | cabana       |         | 41° 08′ 20″ N, 0° 32′ 12″ E / 41.1390076644392°N,0.536761013994247°E |           |                     | Modifica les dades a Wikidata |
|        | cabana de Josep del Frare          | Ascó     | cabana       |         | 41° 09′ 27″ N, 0° 32′ 37″ E / 41.1575005532985°N,0.543588222906536°E |           |                     | Modifica les dades a Wikidata |
|        | cabana de Josep del Rei            | Ascó     | cabana       |         | 41° 09′ 16″ N, 0° 34′ 58″ E / 41.1543501192801°N,0.582828675113579°E |           |                     | Modifica les dades a Wikidata |
|        | cabana de Miquel d'Enyor           | Ascó     | cabana       |         | 41° 08′ 41″ N, 0° 33′ 13″ E / 41.1447877459117°N,0.553547331936309°E |           |                     | Modifica les dades a Wikidata |
|        | cabana de Peruca                   | Ascó     | cabana       |         | 41° 09′ 25″ N, 0° 33′ 26″ E / 41.1568459545549°N,0.557269801781833°E |           |                     | Modifica les dades a Wikidata |
|        | cabana de Pinet                    | Ascó     | cabana       |         | 41° 08′ 54″ N, 0° 32′ 33″ E / 41.1483688198664°N,0.54238023528452°E  |           |                     | Modifica les dades a Wikidata |
|        | cabana de Ramonet del Plorador     | Ascó     | cabana       |         | 41° 08′ 24″ N, 0° 32′ 42″ E / 41.1400221224472°N,0.545039112093035°E |           |                     | Modifica les dades a Wikidata |
|        | cabana de Ramos                    | Ascó     | cabana       |         | 41° 09′ 31″ N, 0° 32′ 39″ E / 41.1585459353477°N,0.544037788328897°E |           |                     | Modifica les dades a Wikidata |
|        | cabana de Rita                     | Ascó     | cabana       |         | 41° 09′ 06″ N, 0° 35′ 04″ E / 41.1516186187344°N,0.584430518020511°E |           |                     | Modifica les dades a Wikidata |
|        | cabana de Rosa de Ripoll           | Ascó     | cabana       |         | 41° 08′ 47″ N, 0° 33′ 18″ E / 41.1465270456215°N,0.554864828140096°E |           |                     | Modifica les dades a Wikidata |
|        | cabana de Sobirat                  | Ascó     | cabana       |         | 41° 09′ 40″ N, 0° 33′ 15″ E / 41.1611818626309°N,0.554045790119721°E |           |                     | Modifica les dades a Wikidata |
|        | cabana de Sort de Prudència        | Ascó     | cabana       |         | 41° 09′ 14″ N, 0° 32′ 10″ E / 41.1538031157102°N,0.536206927661262°E |           |                     | Modifica les dades a Wikidata |
|        | cabana de Xarrapes                 | Ascó     | cabana       |         | 41° 09′ 21″ N, 0° 34′ 24″ E / 41.1557511920769°N,0.573219705499356°E |           |                     | Modifica les dades a Wikidata |
|        | cabana de l'Espardenyer            | Ascó     | cabana       |         | 41° 08′ 10″ N, 0° 32′ 15″ E / 41.1360847179187°N,0.537382706180167°E |           |                     | Modifica les dades a Wikidata |
|        | cabana de l'Ignasi                 | Ascó     | cabana       |         | 41° 09′ 40″ N, 0° 32′ 46″ E / 41.1610642798036°N,0.545981693300246°E |           |                     | Modifica les dades a Wikidata |
|        | cabana de la Petita                | Ascó     | cabana       |         | 41° 09′ 49″ N, 0° 32′ 55″ E / 41.1636405288375°N,0.548531423912602°E |           |                     | Modifica les dades a Wikidata |
|        | cabana de les Faixes de Pepa       | Ascó     | cabana       |         | 41° 08′ 39″ N, 0° 34′ 48″ E / 41.1442493745207°N,0.580066194687451°E |           |                     | Modifica les dades a Wikidata |
|        | cabana del Ros del Pentinat        | Ascó     | cabana       |         | 41° 09′ 13″ N, 0° 36′ 09″ E / 41.1535067369538°N,0.602367240392863°E |           |                     | Modifica les dades a Wikidata |
|        | cabaneta de Cadenes                | Ascó     | cabana       |         | 41° 07′ 54″ N, 0° 31′ 52″ E / 41.1317907359906°N,0.531182025575547°E |           |                     | Modifica les dades a Wikidata |
|        | cabaneta de Joan del Plorador      | Ascó     | cabana       |         | 41° 10′ 54″ N, 0° 31′ 44″ E / 41.1815645478608°N,0.528752285229435°E |           |                     | Modifica les dades a Wikidata |
|        | caseta d'Antoni de Rovelló         | Ascó     | cabana       |         | 41° 09′ 00″ N, 0° 32′ 47″ E / 41.1499401213605°N,0.546372948798514°E |           |                     | Modifica les dades a Wikidata |
|        | caseta d'Ascó                      | Ascó     | cabana       |         | 41° 08′ 41″ N, 0° 31′ 51″ E / 41.1447419860016°N,0.530731795897136°E |           |                     | Modifica les dades a Wikidata |
|        | caseta de Caete                    | Ascó     | cabana       |         | 41° 08′ 04″ N, 0° 32′ 54″ E / 41.1344912456019°N,0.548390519098439°E |           |                     | Modifica les dades a Wikidata |
|        | caseta de Corcon                   | Ascó     | cabana       |         | 41° 09′ 14″ N, 0° 33′ 43″ E / 41.1539449400497°N,0.561905903192275°E |           |                     | Modifica les dades a Wikidata |
|        | caseta de Flaret                   | Ascó     | cabana       |         | 41° 08′ 27″ N, 0° 31′ 58″ E / 41.14093819211°N,0.532697446579351°E   |           |                     | Modifica les dades a Wikidata |
|        | caseta de Jordà                    | Ascó     | cabana       |         | 41° 09′ 35″ N, 0° 32′ 28″ E / 41.1597793557941°N,0.541059954627127°E |           |                     | Modifica les dades a Wikidata |
|        | caseta de Juanito del Jaser        | Ascó     | cabana       |         | 41° 08′ 15″ N, 0° 33′ 21″ E / 41.1374801720009°N,0.555951588558338°E |           |                     | Modifica les dades a Wikidata |
|        | caseta de Mistiri                  | Ascó     | cabana       |         | 41° 08′ 28″ N, 0° 33′ 09″ E / 41.1410485682186°N,0.552637908291419°E |           |                     | Modifica les dades a Wikidata |
|        | caseta de Ribes                    | Ascó     | cabana       |         | 41° 07′ 32″ N, 0° 32′ 07″ E / 41.1256103536124°N,0.535308891744439°E |           |                     | Modifica les dades a Wikidata |
|        | caseta de Solfa                    | Ascó     | cabana       |         | 41° 07′ 46″ N, 0° 32′ 19″ E / 41.1295345387956°N,0.538545032126124°E |           |                     | Modifica les dades a Wikidata |
|        | caseta de Xapa                     | Ascó     | cabana       |         | 41° 08′ 37″ N, 0° 31′ 34″ E / 41.1434744030393°N,0.526227934848307°E |           |                     | Modifica les dades a Wikidata |
|        | caseta del Fatarellut              | Ascó     | cabana       |         | 41° 08′ 45″ N, 0° 31′ 44″ E / 41.1457460913006°N,0.528835338611498°E |           |                     | Modifica les dades a Wikidata |
|        | caseta del Sereno                  | Ascó     | cabana       |         | 41° 08′ 16″ N, 0° 32′ 47″ E / 41.1377800733712°N,0.546337963107767°E |           |                     | Modifica les dades a Wikidata |
|        | corral de Vispella                 | Ascó     | cabana       |         | 41° 09′ 51″ N, 0° 31′ 58″ E / 41.1642943952269°N,0.5327626326932°E   |           |                     | Modifica les dades a Wikidata |

## casa
| imatge | Nom             | Ubicat a | instància de | Detalls                       | coordenades                                          | Protecció                                  | Commons (més fotos) | Dades a WD                    |
| ------ | --------------- | -------- | ------------ | ----------------------------- | ---------------------------------------------------- | ------------------------------------------ | ------------------- | ----------------------------- |
|        | Ca Aleix        | Ascó     | casa         | Estil: arquitectura eclèctica | 41° 10′ 50″ N, 0° 34′ 06″ E / 41.180603°N,0.568452°E | bé integrant del patrimoni cultural català |                     | Modifica les dades a Wikidata |
|        | Ca Biarnès      | Ascó     | casa         | Estil: arquitectura popular   | 41° 10′ 48″ N, 0° 34′ 03″ E / 41.180132°N,0.567551°E | bé integrant del patrimoni cultural català |                     | Modifica les dades a Wikidata |
|        | Ca Pere-sants   | Ascó     | casa         | Estil: arquitectura popular   | 41° 10′ 52″ N, 0° 34′ 00″ E / 41.181218°N,0.566739°E | bé cultural d'interès local                |                     | Modifica les dades a Wikidata |
|        | Ca la Vila      | Ascó     | casa         | Estil: arquitectura popular   | 41° 10′ 51″ N, 0° 34′ 02″ E / 41.180898°N,0.56729°E  | bé integrant del patrimoni cultural català |                     | Modifica les dades a Wikidata |
|        | Cal Cavaller    | Ascó     | casa         | Estil: arquitectura barroca   | 41° 10′ 48″ N, 0° 34′ 07″ E / 41.179884°N,0.568711°E | bé cultural d'interès local                |                     | Modifica les dades a Wikidata |
|        | casa prioral    | Ascó     | casa         | Estil: arquitectura popular   | 41° 10′ 47″ N, 0° 34′ 06″ E / 41.179752°N,0.568325°E | bé integrant del patrimoni cultural català |                     | Modifica les dades a Wikidata |
|        | cases morisques | Ascó     | casa         | Estil: arquitectura popular   | 41° 10′ 49″ N, 0° 34′ 06″ E / 41.180276°N,0.568315°E | bé integrant del patrimoni cultural català |                     | Modifica les dades a Wikidata |

## edifici
| imatge | Nom                                                     | Ubicat a | instància de | Detalls                     | coordenades                                          | Protecció                                  | Commons (més fotos) | Dades a WD                    |
| ------ | ------------------------------------------------------- | -------- | ------------ | --------------------------- | ---------------------------------------------------- | ------------------------------------------ | ------------------- | ----------------------------- |
|        | Abadia                                                  | Ascó     | edifici      | Estil: arquitectura popular | 41° 10′ 49″ N, 0° 34′ 02″ E / 41.180399°N,0.567187°E | bé integrant del patrimoni cultural català |                     | Modifica les dades a Wikidata |
|        | Antic hospital                                          | Ascó     | edifici      | Estil: arquitectura popular | 41° 10′ 52″ N, 0° 34′ 00″ E / 41.181155°N,0.566542°E | bé integrant del patrimoni cultural català |                     | Modifica les dades a Wikidata |
|        | Calvari d'Ascó                                          | Ascó     | edifici      | Estil: arquitectura popular | 41° 10′ 27″ N, 0° 34′ 10″ E / 41.174248°N,0.56936°E  | bé integrant del patrimoni cultural català |                     | Modifica les dades a Wikidata |
|        | Campament del XV Cos d'Exèrcit                          | Ascó     | edifici      |                             |                                                      | bé cultural d'interès local                |                     | Modifica les dades a Wikidata |
|        | Cisternes                                               | Ascó     | edifici      | Estil: arquitectura popular | 41° 11′ 42″ N, 0° 31′ 57″ E / 41.194907°N,0.532406°E | bé integrant del patrimoni cultural català |                     | Modifica les dades a Wikidata |
|        | Escut del Comanador Fra Miquel Sabata                   | Ascó     | edifici      | Estil: arquitectura popular | 41° 10′ 46″ N, 0° 34′ 06″ E / 41.17955°N,0.56838°E   | bé integrant del patrimoni cultural català |                     | Modifica les dades a Wikidata |
|        | Lo Forn de Pa                                           | Ascó     | edifici      | Estil: arquitectura popular | 41° 10′ 49″ N, 0° 34′ 02″ E / 41.180206°N,0.567322°E | bé integrant del patrimoni cultural català |                     | Modifica les dades a Wikidata |
|        | Mesquita d'Ascó                                         | Ascó     | edifici      | Estil: arquitectura popular | 41° 10′ 51″ N, 0° 34′ 02″ E / 41.180887°N,0.567183°E | bé integrant del patrimoni cultural català |                     | Modifica les dades a Wikidata |
|        | Màrgens d'Ascó                                          | Ascó     | edifici      | Estil: arquitectura popular | 41° 12′ 02″ N, 0° 31′ 57″ E / 41.200541°N,0.532636°E | bé integrant del patrimoni cultural català |                     | Modifica les dades a Wikidata |
|        | Porta de separació de la Vila de Dins i la Vila de Fora | Ascó     | edifici      | Estil: arquitectura popular | 41° 10′ 48″ N, 0° 34′ 06″ E / 41.179936°N,0.568411°E | bé integrant del patrimoni cultural català |                     | Modifica les dades a Wikidata |

## església
| imatge | Nom                         | Ubicat a | instància de     | Detalls                                                      | coordenades                                                          | Protecció                                  | Commons (més fotos)       | Dades a WD                    |
| ------ | --------------------------- | -------- | ---------------- | ------------------------------------------------------------ | -------------------------------------------------------------------- | ------------------------------------------ | ------------------------- | ----------------------------- |
|        | Capelleta del Carme         | Ascó     | església         | Estil: arquitectura popular                                  | 41° 10′ 37″ N, 0° 34′ 10″ E / 41.177045°N,0.5694°E                   | bé integrant del patrimoni cultural català |                           | Modifica les dades a Wikidata |
|        | Ermita de Sant Miquel       | Ascó     | església ermita  | Estil: arquitectura popular                                  | 41° 11′ 04″ N, 0° 34′ 01″ E / 41.184495°N,0.566877°E 45 msnm         | bé cultural d'interès local                | Sant Miquel d'Ascó        | Modifica les dades a Wikidata |
|        | Sant Joan Baptista d'Ascó   | Ascó     | església         | Estil: arquitectura gòtica arquitectura barroca 12nd century | 41° 10′ 50″ N, 0° 34′ 02″ E / 41.180521°N,0.567328°E 77 msnm         | bé cultural d'interès local                | Sant Joan Baptista d'Ascó | Modifica les dades a Wikidata |
|        | Santa Paulina de Vallxiquer | Ascó     | església capella |                                                              | 41° 10′ 20″ N, 0° 33′ 06″ E / 41.1720847917503°N,0.551720951462993°E |                                            |                           | Modifica les dades a Wikidata |

## masia
| imatge | Nom                            | Ubicat a | instància de | Detalls                     | coordenades                                                          | Protecció                                  | Commons (més fotos)     | Dades a WD                    |
| ------ | ------------------------------ | -------- | ------------ | --------------------------- | -------------------------------------------------------------------- | ------------------------------------------ | ----------------------- | ----------------------------- |
|        | Aubals del Pere-sanç           | Ascó     | masia        |                             | 41° 11′ 31″ N, 0° 34′ 55″ E / 41.1919965904724°N,0.581860998841696°E |                                            |                         | Modifica les dades a Wikidata |
|        | Mas Blanc de Ribes             | Ascó     | masia        |                             | 41° 07′ 34″ N, 0° 32′ 08″ E / 41.1260754523958°N,0.535577356920687°E |                                            |                         | Modifica les dades a Wikidata |
|        | Mas d'Agustí de Coral          | Ascó     | masia        |                             | 41° 08′ 57″ N, 0° 31′ 20″ E / 41.1492352509243°N,0.52229355438671°E  |                                            |                         | Modifica les dades a Wikidata |
|        | Mas d'Agustí de Punt           | Ascó     | masia        |                             | 41° 07′ 50″ N, 0° 31′ 52″ E / 41.1304451931455°N,0.531018073427047°E |                                            |                         | Modifica les dades a Wikidata |
|        | Mas d'Agustí del Coix          | Ascó     | masia        |                             | 41° 08′ 02″ N, 0° 33′ 06″ E / 41.1338964399591°N,0.551760243911363°E |                                            |                         | Modifica les dades a Wikidata |
|        | Mas d'Amadeo                   | Ascó     | masia        |                             | 41° 11′ 52″ N, 0° 31′ 12″ E / 41.19771440281°N,0.519988143042079°E   |                                            |                         | Modifica les dades a Wikidata |
|        | Mas d'Antònio d'Estevet        | Ascó     | masia        |                             | 41° 08′ 51″ N, 0° 33′ 09″ E / 41.1474941809967°N,0.552481521274315°E |                                            |                         | Modifica les dades a Wikidata |
|        | Mas d'Antònio d'Isidre         | Ascó     | masia        |                             | 41° 08′ 52″ N, 0° 33′ 04″ E / 41.1476610327066°N,0.551009700702057°E |                                            |                         | Modifica les dades a Wikidata |
|        | Mas d'Antònio de Botero        | Ascó     | masia        |                             | 41° 08′ 23″ N, 0° 33′ 06″ E / 41.1397923109217°N,0.551588536501199°E |                                            |                         | Modifica les dades a Wikidata |
|        | Mas d'Anyós                    | Ascó     | masia        |                             | 41° 07′ 54″ N, 0° 32′ 04″ E / 41.1316703584868°N,0.534391037197566°E |                                            |                         | Modifica les dades a Wikidata |
|        | Mas d'Ascó                     | Ascó     | masia        |                             | 41° 08′ 44″ N, 0° 30′ 54″ E / 41.1456740653526°N,0.515028384022746°E |                                            |                         | Modifica les dades a Wikidata |
|        | Mas d'Esteve de Calàndria      | Ascó     | masia        |                             | 41° 07′ 43″ N, 0° 32′ 15″ E / 41.1286816224882°N,0.537409542394555°E |                                            |                         | Modifica les dades a Wikidata |
|        | Mas d'Estisora                 | Ascó     | masia        |                             | 41° 09′ 50″ N, 0° 34′ 03″ E / 41.1640069684874°N,0.567503964824651°E |                                            |                         | Modifica les dades a Wikidata |
|        | Mas de Balart                  | Ascó     | masia        |                             | 41° 08′ 52″ N, 0° 30′ 02″ E / 41.1477496490759°N,0.500651361369056°E |                                            |                         | Modifica les dades a Wikidata |
|        | Mas de Bartomeu                | Ascó     | masia        |                             | 41° 08′ 08″ N, 0° 31′ 36″ E / 41.1356375343348°N,0.526605951651757°E |                                            |                         | Modifica les dades a Wikidata |
|        | Mas de Borrell                 | Ascó     | masia        |                             | 41° 09′ 31″ N, 0° 32′ 44″ E / 41.1584884463747°N,0.545565376119992°E |                                            |                         | Modifica les dades a Wikidata |
|        | Mas de Borrella                | Ascó     | masia        |                             | 41° 08′ 23″ N, 0° 33′ 01″ E / 41.1395862320978°N,0.550369054421592°E |                                            |                         | Modifica les dades a Wikidata |
|        | Mas de Ca Bernardo             | Ascó     | masia        |                             | 41° 09′ 03″ N, 0° 33′ 18″ E / 41.1509100455323°N,0.555130874307607°E |                                            |                         | Modifica les dades a Wikidata |
|        | Mas de Ca Penya                | Ascó     | masia        |                             | 41° 09′ 54″ N, 0° 32′ 11″ E / 41.1649026559604°N,0.536351157082454°E |                                            |                         | Modifica les dades a Wikidata |
|        | Mas de Cadernera               | Ascó     | masia        |                             | 41° 11′ 46″ N, 0° 33′ 29″ E / 41.1961611982828°N,0.558133152139242°E |                                            |                         | Modifica les dades a Wikidata |
|        | Mas de Caete                   | Ascó     | masia        |                             | 41° 08′ 09″ N, 0° 32′ 18″ E / 41.1357160607268°N,0.538254264357886°E |                                            |                         | Modifica les dades a Wikidata |
|        | Mas de Cagarnera               | Ascó     | masia        |                             | 41° 11′ 34″ N, 0° 33′ 38″ E / 41.1927890456441°N,0.560512126224716°E |                                            |                         | Modifica les dades a Wikidata |
|        | Mas de Cal Rei                 | Ascó     | masia        |                             | 41° 11′ 00″ N, 0° 31′ 56″ E / 41.1833593698108°N,0.532225606679237°E |                                            |                         | Modifica les dades a Wikidata |
|        | Mas de Camison                 | Ascó     | masia        |                             | 41° 07′ 49″ N, 0° 34′ 18″ E / 41.1303564764431°N,0.571738016767563°E |                                            |                         | Modifica les dades a Wikidata |
|        | Mas de Caparret                | Ascó     | masia        |                             | 41° 08′ 26″ N, 0° 31′ 49″ E / 41.1405886210144°N,0.53025622190152°E  |                                            |                         | Modifica les dades a Wikidata |
|        | Mas de Casa Pitó               | Ascó     | masia        |                             | 41° 09′ 21″ N, 0° 33′ 37″ E / 41.1558853768184°N,0.56039199918467°E  |                                            |                         | Modifica les dades a Wikidata |
|        | Mas de Casó                    | Ascó     | masia        |                             | 41° 09′ 29″ N, 0° 34′ 34″ E / 41.1580461380155°N,0.576126292923988°E |                                            |                         | Modifica les dades a Wikidata |
|        | Mas de Cisco de Simó           | Ascó     | masia        |                             | 41° 09′ 01″ N, 0° 34′ 39″ E / 41.1501402626102°N,0.577513932240799°E |                                            |                         | Modifica les dades a Wikidata |
|        | Mas de Cisco de Solfo          | Ascó     | masia        |                             | 41° 08′ 23″ N, 0° 32′ 54″ E / 41.1396688966454°N,0.548328666560967°E |                                            |                         | Modifica les dades a Wikidata |
|        | Mas de Colabet                 | Ascó     | masia        |                             | 41° 09′ 11″ N, 0° 30′ 38″ E / 41.1530091376087°N,0.510604315717087°E |                                            |                         | Modifica les dades a Wikidata |
|        | Mas de Colau                   | Ascó     | masia        |                             | 41° 10′ 39″ N, 0° 32′ 12″ E / 41.1774497642155°N,0.536798701026819°E |                                            |                         | Modifica les dades a Wikidata |
|        | Mas de Corcon                  | Ascó     | masia        |                             | 41° 09′ 13″ N, 0° 33′ 39″ E / 41.1534835184201°N,0.560957763267797°E |                                            |                         | Modifica les dades a Wikidata |
|        | Mas de Daura                   | Ascó     | masia        |                             | 41° 10′ 43″ N, 0° 34′ 35″ E / 41.1786037179377°N,0.576309888508547°E |                                            |                         | Modifica les dades a Wikidata |
|        | Mas de Dot                     | Ascó     | masia        |                             | 41° 11′ 29″ N, 0° 33′ 20″ E / 41.191524932082°N,0.55558373630383°E   |                                            |                         | Modifica les dades a Wikidata |
|        | Mas de Dovies                  | Ascó     | masia        |                             | 41° 08′ 49″ N, 0° 32′ 00″ E / 41.146918795996°N,0.53341149060143°E   |                                            |                         | Modifica les dades a Wikidata |
|        | Mas de Fernando de Rem         | Ascó     | masia        |                             | 41° 07′ 35″ N, 0° 32′ 46″ E / 41.126373445942°N,0.546155679890417°E  |                                            |                         | Modifica les dades a Wikidata |
|        | Mas de Ferreret                | Ascó     | masia        |                             | 41° 08′ 11″ N, 0° 31′ 51″ E / 41.1364924464288°N,0.530767368366208°E |                                            |                         | Modifica les dades a Wikidata |
|        | Mas de Flaredaura              | Ascó     | masia        |                             | 41° 09′ 58″ N, 0° 35′ 45″ E / 41.1660004006295°N,0.595940240086649°E |                                            |                         | Modifica les dades a Wikidata |
|        | Mas de Gori                    | Ascó     | masia        |                             | 41° 07′ 58″ N, 0° 34′ 23″ E / 41.1328268300888°N,0.573135984438034°E |                                            |                         | Modifica les dades a Wikidata |
|        | Mas de Grabiela                | Ascó     | masia        |                             | 41° 08′ 02″ N, 0° 33′ 12″ E / 41.1340113460649°N,0.553352321133139°E |                                            |                         | Modifica les dades a Wikidata |
|        | Mas de Jacob                   | Ascó     | masia        |                             | 41° 08′ 45″ N, 0° 32′ 48″ E / 41.1457338287686°N,0.546791977540652°E |                                            |                         | Modifica les dades a Wikidata |
|        | Mas de Jaume Ferrús            | Ascó     | masia        |                             | 41° 09′ 28″ N, 0° 32′ 22″ E / 41.1579098371096°N,0.539556771225716°E |                                            |                         | Modifica les dades a Wikidata |
|        | Mas de Jaume de Grau           | Ascó     | masia        |                             | 41° 09′ 43″ N, 0° 35′ 00″ E / 41.1620088363102°N,0.583393317984382°E |                                            |                         | Modifica les dades a Wikidata |
|        | Mas de Jaume del Sabater       | Ascó     | masia        |                             | 41° 07′ 31″ N, 0° 32′ 41″ E / 41.1254000531895°N,0.544857874887473°E |                                            |                         | Modifica les dades a Wikidata |
|        | Mas de Jessé                   | Ascó     | masia        |                             | 41° 09′ 10″ N, 0° 33′ 22″ E / 41.1526589886358°N,0.556054926040544°E |                                            |                         | Modifica les dades a Wikidata |
|        | Mas de Joan                    | Ascó     | masia        |                             | 41° 08′ 33″ N, 0° 30′ 55″ E / 41.1426191090264°N,0.515370154412619°E |                                            |                         | Modifica les dades a Wikidata |
|        | Mas de Joan de Font            | Ascó     | masia        |                             | 41° 09′ 43″ N, 0° 32′ 41″ E / 41.16182857518°N,0.544654091661665°E   |                                            |                         | Modifica les dades a Wikidata |
|        | Mas de Joan del Reguer         | Ascó     | masia        |                             | 41° 11′ 09″ N, 0° 33′ 22″ E / 41.1857131499137°N,0.55600592642233°E  |                                            |                         | Modifica les dades a Wikidata |
|        | Mas de Josep                   | Ascó     | masia        |                             | 41° 07′ 57″ N, 0° 32′ 14″ E / 41.1325599825387°N,0.537240604426593°E |                                            |                         | Modifica les dades a Wikidata |
|        | Mas de Josep de Fulla          | Ascó     | masia        |                             | 41° 07′ 54″ N, 0° 31′ 58″ E / 41.1316192104875°N,0.53284431312237°E  |                                            |                         | Modifica les dades a Wikidata |
|        | Mas de Josep de Nostre-senyor  | Ascó     | masia        |                             | 41° 08′ 19″ N, 0° 33′ 40″ E / 41.13850250638°N,0.5611286775542°E     |                                            |                         | Modifica les dades a Wikidata |
|        | Mas de Josep del Mano          | Ascó     | masia        |                             | 41° 07′ 51″ N, 0° 32′ 19″ E / 41.1307494990377°N,0.538499595954959°E |                                            |                         | Modifica les dades a Wikidata |
|        | Mas de Josep del Sac           | Ascó     | masia        |                             | 41° 09′ 16″ N, 0° 31′ 15″ E / 41.1544540511995°N,0.520798013620133°E |                                            |                         | Modifica les dades a Wikidata |
|        | Mas de Juanito                 | Ascó     | masia        | Estil: arquitectura popular | 41° 07′ 33″ N, 0° 31′ 50″ E / 41.12584°N,0.530478°E                  | bé integrant del patrimoni cultural català |                         | Modifica les dades a Wikidata |
|        | Mas de Justo Biarnès           | Ascó     | masia        |                             | 41° 10′ 54″ N, 0° 34′ 58″ E / 41.1816659531454°N,0.582730049132062°E |                                            |                         | Modifica les dades a Wikidata |
|        | Mas de Justo Biarnés           | Ascó     | masia        |                             | 41° 09′ 17″ N, 0° 32′ 20″ E / 41.1546451754453°N,0.538940077356502°E |                                            |                         | Modifica les dades a Wikidata |
|        | Mas de Lluc                    | Ascó     | masia        |                             | 41° 07′ 32″ N, 0° 34′ 09″ E / 41.1254274882811°N,0.569072977800439°E |                                            |                         | Modifica les dades a Wikidata |
|        | Mas de Maciano                 | Ascó     | masia        |                             | 41° 08′ 20″ N, 0° 31′ 34″ E / 41.1387874461155°N,0.526070563443612°E |                                            |                         | Modifica les dades a Wikidata |
|        | Mas de Manyet                  | Ascó     | masia        |                             | 41° 07′ 51″ N, 0° 31′ 37″ E / 41.130707787756°N,0.526886516679425°E  |                                            |                         | Modifica les dades a Wikidata |
|        | Mas de Miquel d'Esquerra       | Ascó     | masia        |                             | 41° 07′ 29″ N, 0° 32′ 33″ E / 41.124597977116°N,0.54258586907674°E   |                                            |                         | Modifica les dades a Wikidata |
|        | Mas de Miquel de Borrella      | Ascó     | masia        |                             | 41° 08′ 29″ N, 0° 32′ 49″ E / 41.1413342237347°N,0.547015601325254°E |                                            |                         | Modifica les dades a Wikidata |
|        | Mas de Miquel de Cal Ferrer    | Ascó     | masia        |                             | 41° 09′ 08″ N, 0° 32′ 37″ E / 41.152103634574°N,0.543503812001478°E  |                                            |                         | Modifica les dades a Wikidata |
|        | Mas de Miquel de l'Enyor       | Ascó     | masia        |                             | 41° 10′ 33″ N, 0° 34′ 42″ E / 41.1759548671063°N,0.578410266398946°E |                                            |                         | Modifica les dades a Wikidata |
|        | Mas de Mistiri                 | Ascó     | masia        |                             | 41° 08′ 25″ N, 0° 33′ 14″ E / 41.140150915874°N,0.55391913079968°E   |                                            |                         | Modifica les dades a Wikidata |
|        | Mas de Moles                   | Ascó     | masia        |                             | 41° 09′ 41″ N, 0° 32′ 48″ E / 41.1614374673139°N,0.546587502260322°E |                                            |                         | Modifica les dades a Wikidata |
|        | Mas de Monja                   | Ascó     | masia        |                             | 41° 10′ 37″ N, 0° 33′ 41″ E / 41.1769490309664°N,0.561505576017805°E |                                            |                         | Modifica les dades a Wikidata |
|        | Mas de Motxila                 | Ascó     | masia        |                             | 41° 09′ 06″ N, 0° 31′ 38″ E / 41.1516559192926°N,0.527219100350176°E |                                            |                         | Modifica les dades a Wikidata |
|        | Mas de Pa-i-faves              | Ascó     | masia        |                             | 41° 10′ 36″ N, 0° 34′ 39″ E / 41.176678730999°N,0.57759338365748°E   |                                            |                         | Modifica les dades a Wikidata |
|        | Mas de Pallissa                | Ascó     | masia        |                             | 41° 07′ 47″ N, 0° 32′ 13″ E / 41.1297719474622°N,0.537011381175094°E |                                            |                         | Modifica les dades a Wikidata |
|        | Mas de Parenton                | Ascó     | masia        |                             | 41° 08′ 25″ N, 0° 29′ 56″ E / 41.1402914671045°N,0.498968861990691°E |                                            |                         | Modifica les dades a Wikidata |
|        | Mas de Pau                     | Ascó     | masia        |                             | 41° 10′ 37″ N, 0° 31′ 31″ E / 41.1769877436045°N,0.525336244420489°E |                                            |                         | Modifica les dades a Wikidata |
|        | Mas de Paua                    | Ascó     | masia        |                             | 41° 08′ 01″ N, 0° 31′ 09″ E / 41.133513502746°N,0.519144885285869°E  |                                            |                         | Modifica les dades a Wikidata |
|        | Mas de Peita                   | Ascó     | masia        |                             | 41° 09′ 54″ N, 0° 32′ 11″ E / 41.164994395605°N,0.53630894820024°E   |                                            |                         | Modifica les dades a Wikidata |
|        | Mas de Pejat                   | Ascó     | masia        |                             | 41° 09′ 01″ N, 0° 32′ 03″ E / 41.1502900684485°N,0.534086403117059°E |                                            |                         | Modifica les dades a Wikidata |
|        | Mas de Peleato                 | Ascó     | masia        |                             | 41° 08′ 32″ N, 0° 32′ 56″ E / 41.1423122881785°N,0.548956954567882°E |                                            |                         | Modifica les dades a Wikidata |
|        | Mas de Peluda                  | Ascó     | masia        |                             | 41° 09′ 42″ N, 0° 35′ 26″ E / 41.1617291053395°N,0.590673666828364°E |                                            |                         | Modifica les dades a Wikidata |
|        | Mas de Pepe Jornet             | Ascó     | masia        |                             | 41° 10′ 12″ N, 0° 35′ 31″ E / 41.1700889952636°N,0.592036008366334°E |                                            |                         | Modifica les dades a Wikidata |
|        | Mas de Pepet d'Artur           | Ascó     | masia        |                             | 41° 08′ 33″ N, 0° 32′ 51″ E / 41.1423981002171°N,0.547488263239247°E |                                            |                         | Modifica les dades a Wikidata |
|        | Mas de Pepito de Massapà       | Ascó     | masia        |                             | 41° 07′ 42″ N, 0° 31′ 36″ E / 41.1283365392487°N,0.526773106780615°E |                                            |                         | Modifica les dades a Wikidata |
|        | Mas de Pepito del Sastre       | Ascó     | masia        |                             | 41° 10′ 37″ N, 0° 35′ 14″ E / 41.1770759559862°N,0.587190437301903°E |                                            |                         | Modifica les dades a Wikidata |
|        | Mas de Pere Mestre             | Ascó     | masia        |                             | 41° 08′ 34″ N, 0° 33′ 01″ E / 41.142654139634°N,0.550207170456565°E  |                                            |                         | Modifica les dades a Wikidata |
|        | Mas de Pere Pau                | Ascó     | masia        |                             | 41° 09′ 44″ N, 0° 35′ 41″ E / 41.1622002804941°N,0.594684763903868°E |                                            |                         | Modifica les dades a Wikidata |
|        | Mas de Pere Sanç               | Ascó     | masia        |                             | 41° 09′ 30″ N, 0° 30′ 50″ E / 41.158208318001°N,0.51392033690141°E   |                                            |                         | Modifica les dades a Wikidata |
|        | Mas de Pere d'Aleix            | Ascó     | masia        |                             | 41° 11′ 10″ N, 0° 31′ 11″ E / 41.1860341308732°N,0.519642284592371°E |                                            |                         | Modifica les dades a Wikidata |
|        | Mas de Peret de Mercè          | Ascó     | masia        |                             | 41° 07′ 45″ N, 0° 31′ 38″ E / 41.1292662616476°N,0.527286133344507°E |                                            |                         | Modifica les dades a Wikidata |
|        | Mas de Pio                     | Ascó     | masia        |                             | 41° 08′ 22″ N, 0° 30′ 36″ E / 41.1393085449568°N,0.510133877522839°E |                                            |                         | Modifica les dades a Wikidata |
|        | Mas de Prades                  | Ascó     | masia        |                             | 41° 09′ 16″ N, 0° 36′ 07″ E / 41.1545778193769°N,0.601899184697681°E |                                            |                         | Modifica les dades a Wikidata |
|        | Mas de Prudèncio del Nen       | Ascó     | masia        |                             | 41° 09′ 41″ N, 0° 35′ 10″ E / 41.1613533073206°N,0.586063224209284°E |                                            |                         | Modifica les dades a Wikidata |
|        | Mas de Ramon del Xot           | Ascó     | masia        |                             | 41° 08′ 57″ N, 0° 34′ 23″ E / 41.1492014851697°N,0.573139640209665°E |                                            |                         | Modifica les dades a Wikidata |
|        | Mas de Rano                    | Ascó     | masia        |                             | 41° 10′ 34″ N, 0° 34′ 44″ E / 41.1761188898699°N,0.578928734942533°E |                                            |                         | Modifica les dades a Wikidata |
|        | Mas de Reixones                | Ascó     | masia        |                             | 41° 09′ 08″ N, 0° 29′ 41″ E / 41.1523212985269°N,0.494674380892188°E |                                            | Mas de Reixones (Ascó)  | Modifica les dades a Wikidata |
|        | Mas de Remei                   | Ascó     | masia        |                             | 41° 08′ 51″ N, 0° 29′ 30″ E / 41.147545926533°N,0.491698676801318°E  |                                            |                         | Modifica les dades a Wikidata |
|        | Mas de Ribell                  | Ascó     | masia        |                             | 41° 09′ 04″ N, 0° 34′ 55″ E / 41.1512141266285°N,0.58189530035961°E  |                                            |                         | Modifica les dades a Wikidata |
|        | Mas de Ribes                   | Ascó     | masia        |                             | 41° 07′ 37″ N, 0° 31′ 50″ E / 41.1269482867377°N,0.530494089930737°E |                                            |                         | Modifica les dades a Wikidata |
|        | Mas de Roca                    | Ascó     | masia        |                             | 41° 08′ 02″ N, 0° 31′ 46″ E / 41.133778376459°N,0.529368164659384°E  |                                            |                         | Modifica les dades a Wikidata |
|        | Mas de Rovelló                 | Ascó     | masia        |                             | 41° 10′ 40″ N, 0° 31′ 40″ E / 41.1776634850892°N,0.527861881866495°E |                                            |                         | Modifica les dades a Wikidata |
|        | Mas de Sabateret               | Ascó     | masia        |                             | 41° 11′ 38″ N, 0° 31′ 28″ E / 41.19380222289°N,0.524440413905909°E   |                                            |                         | Modifica les dades a Wikidata |
|        | Mas de Salvador de la Farmàcia | Ascó     | masia        |                             | 41° 09′ 38″ N, 0° 33′ 24″ E / 41.1604827810201°N,0.556753319580034°E |                                            |                         | Modifica les dades a Wikidata |
|        | Mas de Serafí                  | Ascó     | masia        |                             | 41° 09′ 52″ N, 0° 30′ 34″ E / 41.164350237995°N,0.509424036226412°E  |                                            |                         | Modifica les dades a Wikidata |
|        | Mas de Serranet                | Ascó     | masia        |                             | 41° 08′ 58″ N, 0° 33′ 40″ E / 41.149469°N,0.561066°E 147 msnm        |                                            |                         | Modifica les dades a Wikidata |
|        | Mas de Serrull                 | Ascó     | masia        |                             | 41° 10′ 50″ N, 0° 35′ 00″ E / 41.1804172195922°N,0.58331245968348°E  |                                            |                         | Modifica les dades a Wikidata |
|        | Mas de Sobirat                 | Ascó     | masia        |                             | 41° 11′ 16″ N, 0° 31′ 39″ E / 41.18788902049°N,0.527572454298165°E   |                                            |                         | Modifica les dades a Wikidata |
|        | Mas de Solfa                   | Ascó     | masia        |                             | 41° 11′ 10″ N, 0° 30′ 33″ E / 41.186029117258°N,0.50929099266066°E   |                                            |                         | Modifica les dades a Wikidata |
|        | Mas de Tabola                  | Ascó     | masia        |                             | 41° 08′ 11″ N, 0° 31′ 37″ E / 41.1364186615301°N,0.52691016916472°E  |                                            |                         | Modifica les dades a Wikidata |
|        | Mas de Tomàs d'Antònia         | Ascó     | masia        |                             | 41° 07′ 29″ N, 0° 32′ 46″ E / 41.1247087431643°N,0.546229642398113°E |                                            |                         | Modifica les dades a Wikidata |
|        | Mas de Tomàs del Sabater       | Ascó     | masia        |                             | 41° 08′ 27″ N, 0° 34′ 57″ E / 41.140754426749°N,0.5824907699521°E    |                                            |                         | Modifica les dades a Wikidata |
|        | Mas de Tonet                   | Ascó     | masia        |                             | 41° 11′ 19″ N, 0° 32′ 55″ E / 41.188673019656°N,0.54853614666597°E   |                                            |                         | Modifica les dades a Wikidata |
|        | Mas de Verra                   | Ascó     | masia        |                             | 41° 11′ 31″ N, 0° 32′ 53″ E / 41.1920017515049°N,0.548045432924798°E |                                            |                         | Modifica les dades a Wikidata |
|        | Mas de Vicent de Llangosta     | Ascó     | masia        |                             | 41° 09′ 10″ N, 0° 33′ 39″ E / 41.1527537761338°N,0.560949076944974°E |                                            |                         | Modifica les dades a Wikidata |
|        | Mas de Viló                    | Ascó     | masia        |                             | 41° 09′ 22″ N, 0° 32′ 55″ E / 41.15624902782°N,0.54855361219931°E    |                                            |                         | Modifica les dades a Wikidata |
|        | Mas de Vispella                | Ascó     | masia        |                             | 41° 09′ 43″ N, 0° 31′ 24″ E / 41.162013441865°N,0.52331084886985°E   |                                            |                         | Modifica les dades a Wikidata |
|        | Mas de Xapa                    | Ascó     | masia        |                             | 41° 08′ 25″ N, 0° 31′ 37″ E / 41.1402033580351°N,0.526994287359142°E |                                            |                         | Modifica les dades a Wikidata |
|        | Mas de Xarrapes                | Ascó     | masia        |                             | 41° 10′ 33″ N, 0° 35′ 07″ E / 41.1757667492995°N,0.585319275634204°E |                                            |                         | Modifica les dades a Wikidata |
|        | Mas de Ximet                   | Ascó     | masia        |                             | 41° 07′ 42″ N, 0° 32′ 06″ E / 41.1283537296796°N,0.53513470009191°E  |                                            |                         | Modifica les dades a Wikidata |
|        | Mas de Xinxonis                | Ascó     | masia        |                             | 41° 08′ 24″ N, 0° 32′ 27″ E / 41.1398668953721°N,0.540720076976031°E |                                            |                         | Modifica les dades a Wikidata |
|        | Mas de Xutxumot                | Ascó     | masia        |                             | 41° 07′ 33″ N, 0° 31′ 49″ E / 41.1259434530523°N,0.530257819012721°E |                                            |                         | Modifica les dades a Wikidata |
|        | Mas de l'Alfonso               | Ascó     | masia        |                             | 41° 11′ 51″ N, 0° 33′ 40″ E / 41.1976188113154°N,0.561036256520315°E |                                            |                         | Modifica les dades a Wikidata |
|        | Mas de l'Aullor                | Ascó     | masia        |                             | 41° 10′ 13″ N, 0° 35′ 09″ E / 41.1701865214859°N,0.585941478658528°E |                                            |                         | Modifica les dades a Wikidata |
|        | Mas de la Calderera            | Ascó     | masia        |                             | 41° 08′ 42″ N, 0° 32′ 51″ E / 41.1449897730001°N,0.547379732051891°E |                                            |                         | Modifica les dades a Wikidata |
|        | Mas de la Canya                | Ascó     | masia        |                             | 41° 09′ 20″ N, 0° 30′ 54″ E / 41.1554362203267°N,0.514969363718471°E |                                            |                         | Modifica les dades a Wikidata |
|        | Mas de la Lluca                | Ascó     | masia        |                             | 41° 08′ 34″ N, 0° 33′ 26″ E / 41.1427658760043°N,0.557161172542085°E |                                            |                         | Modifica les dades a Wikidata |
|        | Mas de la Petita               | Ascó     | masia        |                             | 41° 07′ 59″ N, 0° 32′ 19″ E / 41.132947462385°N,0.538512693987717°E  |                                            |                         | Modifica les dades a Wikidata |
|        | Mas de la Rifa                 | Ascó     | masia        |                             | 41° 09′ 26″ N, 0° 32′ 36″ E / 41.1572054480719°N,0.543265563310438°E |                                            |                         | Modifica les dades a Wikidata |
|        | Mas de la Serafina             | Ascó     | masia        |                             | 41° 08′ 08″ N, 0° 30′ 49″ E / 41.135684050256°N,0.51358016895612°E   |                                            |                         | Modifica les dades a Wikidata |
|        | Mas de la Serraneta            | Ascó     | masia        |                             | 41° 11′ 38″ N, 0° 34′ 51″ E / 41.1937675406121°N,0.58084187583274°E  |                                            |                         | Modifica les dades a Wikidata |
|        | Mas del Bo                     | Ascó     | masia        |                             | 41° 08′ 51″ N, 0° 31′ 12″ E / 41.1474678835341°N,0.520108102391229°E |                                            |                         | Modifica les dades a Wikidata |
|        | Mas del Bru                    | Ascó     | masia        |                             | 41° 08′ 53″ N, 0° 31′ 01″ E / 41.1481051786195°N,0.517081347475869°E |                                            |                         | Modifica les dades a Wikidata |
|        | Mas del Castero                | Ascó     | masia        |                             | 41° 09′ 25″ N, 0° 33′ 27″ E / 41.1568890280557°N,0.557601884137051°E |                                            |                         | Modifica les dades a Wikidata |
|        | Mas del Cavaller               | Ascó     | masia        |                             | 41° 07′ 48″ N, 0° 32′ 33″ E / 41.129997766002°N,0.5423842731904°E    |                                            |                         | Modifica les dades a Wikidata |
|        | Mas del Coixo                  | Ascó     | masia        |                             | 41° 10′ 09″ N, 0° 33′ 22″ E / 41.1691432415382°N,0.556133442244101°E |                                            |                         | Modifica les dades a Wikidata |
|        | Mas del Comte                  | Ascó     | masia        |                             | 41° 12′ 38″ N, 0° 34′ 08″ E / 41.2105672182061°N,0.568963683399081°E |                                            |                         | Modifica les dades a Wikidata |
|        | Mas del Fatarellenc            | Ascó     | masia        |                             | 41° 07′ 51″ N, 0° 32′ 41″ E / 41.1307296826007°N,0.544742468870104°E |                                            |                         | Modifica les dades a Wikidata |
|        | Mas del Flare                  | Ascó     | masia        |                             | 41° 10′ 15″ N, 0° 35′ 53″ E / 41.170803133528°N,0.59807339899106°E   |                                            |                         | Modifica les dades a Wikidata |
|        | Mas del Flaret                 | Ascó     | masia        |                             | 41° 08′ 35″ N, 0° 32′ 19″ E / 41.1430187910679°N,0.538588677464091°E |                                            |                         | Modifica les dades a Wikidata |
|        | Mas del Forrellat              | Ascó     | masia        |                             | 41° 11′ 53″ N, 0° 30′ 52″ E / 41.1981273992265°N,0.514499119266941°E |                                            |                         | Modifica les dades a Wikidata |
|        | Mas del Gatet                  | Ascó     | masia        |                             | 41° 08′ 54″ N, 0° 32′ 48″ E / 41.148277455179°N,0.546542211036857°E  |                                            |                         | Modifica les dades a Wikidata |
|        | Mas del Mutxatxo               | Ascó     | masia        |                             | 41° 09′ 11″ N, 0° 29′ 42″ E / 41.1529566958417°N,0.494900420822962°E |                                            | Mas del Mutxatxo (Ascó) | Modifica les dades a Wikidata |
|        | Mas del Pel                    | Ascó     | masia        |                             | 41° 09′ 27″ N, 0° 31′ 19″ E / 41.1575508423592°N,0.521980244084419°E |                                            |                         | Modifica les dades a Wikidata |
|        | Mas del Pi de Rano             | Ascó     | masia        |                             | 41° 08′ 03″ N, 0° 34′ 32″ E / 41.134304315222°N,0.57557990260395°E   |                                            |                         | Modifica les dades a Wikidata |
|        | Mas del Raiet                  | Ascó     | masia        |                             | 41° 10′ 45″ N, 0° 33′ 07″ E / 41.1792494521225°N,0.551918937702872°E |                                            |                         | Modifica les dades a Wikidata |
|        | Mas del Ros del Pentinat       | Ascó     | masia        |                             | 41° 08′ 59″ N, 0° 35′ 53″ E / 41.1496176109714°N,0.598135851629082°E |                                            |                         | Modifica les dades a Wikidata |
|        | Mas del Rosset                 | Ascó     | masia        |                             | 41° 09′ 07″ N, 0° 36′ 06″ E / 41.1518503655044°N,0.6015458116496°E   |                                            |                         | Modifica les dades a Wikidata |
|        | Mas del Sastre de Bola         | Ascó     | masia        |                             | 41° 09′ 09″ N, 0° 33′ 17″ E / 41.1524714558818°N,0.554858335820502°E |                                            |                         | Modifica les dades a Wikidata |
|        | Mas del Tigell                 | Ascó     | masia        |                             | 41° 08′ 20″ N, 0° 30′ 09″ E / 41.1389627583474°N,0.502486315181046°E |                                            |                         | Modifica les dades a Wikidata |
|        | Mas del Trist                  | Ascó     | masia        |                             | 41° 07′ 25″ N, 0° 34′ 02″ E / 41.1237390248901°N,0.567169970944667°E |                                            |                         | Modifica les dades a Wikidata |
|        | Maset de Bru                   | Ascó     | masia        |                             | 41° 07′ 37″ N, 0° 32′ 32″ E / 41.1268586846652°N,0.542302002899435°E |                                            |                         | Modifica les dades a Wikidata |
|        | Maset de Paua                  | Ascó     | masia        |                             | 41° 08′ 05″ N, 0° 32′ 47″ E / 41.1347096368233°N,0.546380966807172°E |                                            |                         | Modifica les dades a Wikidata |
|        | Maset de Pepet de Mercè        | Ascó     | masia        |                             | 41° 08′ 02″ N, 0° 32′ 12″ E / 41.1339542575313°N,0.536735733216766°E |                                            |                         | Modifica les dades a Wikidata |
|        | Maset del Rellotger            | Ascó     | masia        |                             | 41° 09′ 40″ N, 0° 32′ 54″ E / 41.1611397438042°N,0.548255212386586°E |                                            |                         | Modifica les dades a Wikidata |
|        | l'Olla del Tonet               | Ascó     | masia        |                             | 41° 08′ 54″ N, 0° 33′ 43″ E / 41.148280516542°N,0.561949049304376°E  |                                            |                         | Modifica les dades a Wikidata |
|        | lo Perxe de la Nati            | Ascó     | masia        |                             | 41° 08′ 27″ N, 0° 29′ 42″ E / 41.140773278339°N,0.495030764634245°E  |                                            |                         | Modifica les dades a Wikidata |

## passatge
| imatge | Nom                              | Ubicat a | instància de | Detalls                     | coordenades                                          | Protecció                                  | Commons (més fotos) | Dades a WD                    |
| ------ | -------------------------------- | -------- | ------------ | --------------------------- | ---------------------------------------------------- | ------------------------------------------ | ------------------- | ----------------------------- |
|        | Perxe de Ca Pere Sans            | Ascó     | passatge     | Estil: arquitectura popular | 41° 10′ 53″ N, 0° 34′ 00″ E / 41.181267°N,0.566621°E | bé integrant del patrimoni cultural català |                     | Modifica les dades a Wikidata |
|        | Perxe de Cal Cavaller            | Ascó     | passatge     | Estil: arquitectura popular | 41° 10′ 47″ N, 0° 34′ 08″ E / 41.17971°N,0.568807°E  | bé integrant del patrimoni cultural català |                     | Modifica les dades a Wikidata |
|        | Perxe de la Baijunga             | Ascó     | passatge     | Estil: arquitectura popular | 41° 10′ 48″ N, 0° 34′ 05″ E / 41.180091°N,0.568089°E | bé integrant del patrimoni cultural català |                     | Modifica les dades a Wikidata |
|        | Perxe de la Placeta              | Ascó     | passatge     | Estil: arquitectura popular | 41° 10′ 49″ N, 0° 34′ 05″ E / 41.18029°N,0.568123°E  | bé integrant del patrimoni cultural català |                     | Modifica les dades a Wikidata |
|        | Perxe del Carrer de Baix         | Ascó     | passatge     | Estil: arquitectura popular | 41° 10′ 48″ N, 0° 34′ 06″ E / 41.180089°N,0.56831°E  | bé integrant del patrimoni cultural català |                     | Modifica les dades a Wikidata |
|        | Perxes de Sant Domingo i del Sac | Ascó     | passatge     | Estil: arquitectura popular | 41° 10′ 45″ N, 0° 34′ 06″ E / 41.179179°N,0.568391°E | bé integrant del patrimoni cultural català |                     | Modifica les dades a Wikidata |

## serra
| imatge | Nom                   | Ubicat a                                | instància de | Detalls | coordenades                                                         | Protecció | Commons (més fotos)   | Dades a WD                    |
| ------ | --------------------- | --------------------------------------- | ------------ | ------- | ------------------------------------------------------------------- | --------- | --------------------- | ----------------------------- |
|        | Serra de la Fatarella | Ascó Flix Riba-roja d'Ebre la Fatarella | serra        |         | 41° 11′ 49″ N, 0° 29′ 43″ E / 41.19703889°N,0.49523889°E 563.5 msnm |           | Serra de la Fatarella | Modifica les dades a Wikidata |
|        | serra de Puntils      | Ascó Flix                               | serra        |         | 41° 12′ 04″ N, 0° 30′ 51″ E / 41.2012°N,0.514214°E 280.5 msnm       |           |                       | Modifica les dades a Wikidata |
|        | serra de les Planes   | Ascó Flix Vinebre                       | serra        |         | 41° 12′ 50″ N, 0° 34′ 49″ E / 41.214°N,0.580361°E 151.1 msnm        |           |                       | Modifica les dades a Wikidata |

## Misc
| imatge | Nom                                | Ubicat a                                      | instància de                                   | Detalls                                                  | coordenades | Protecció                                            | Commons (més fotos)      | Dades a WD                    |
| ------ | ---------------------------------- | --------------------------------------------- | ---------------------------------------------- | -------------------------------------------------------- | --- | ---------------------------------------------------- | ------------------------ | ----------------------------- |
|        | Ascó                               | Ascó                                          | entitat singular de població capital municipal | 1609 hab                                                 | 41° 11′ 00″ N, 0° 34′ 00″ E / 41.18333°N,0.56667°E 55 msnm                                                                       |                                                      |                          | Modifica les dades a Wikidata |
|        | Castell d'Ascó                     | Ascó                                          | castell                                        |                                                          | 41° 10′ 47″ N, 0° 33′ 58″ E / 41.179697°N,0.565997°E ca:Muntanya del Castell, a ponent del nucli d'Ascó 146 msnm                 | bé d'interès cultural bé cultural d'interès nacional | Castell d'Ascó           | Modifica les dades a Wikidata |
|        | Ebre                               | Cantàbria País Basc Navarra Aragó Catalunya   | riu                                            | Desemboca: mar Mediterrània Llarg: 910km Conca: 86800km² | 43° 02′ 15″ N, 4° 22′ 12″ O / 43.0375°N,4.37°O 40° 43′ 43″ N, 0° 52′ 09″ E / 40.728527°N,0.869293°E                              |                                                      | Ebro River               | Modifica les dades a Wikidata |
|        | Escut de Cal Cavaller              | Ascó                                          | relleu                                         | Estil: arquitectura barroca                              | 41° 10′ 48″ N, 0° 34′ 06″ E / 41.179889°N,0.568439°E                                                                             | bé integrant del patrimoni cultural català           |                          | Modifica les dades a Wikidata |
|        | Espais històrics Batalla de l'Ebre | la Pobla de Massaluca Ascó la Fatarella Batea | conjunt d'edificis memorial                    |                                                          | 41° 10′ 13″ N, 0° 34′ 51″ E / 41.170398°N,0.58094°E                                                                              | bé cultural d'interès local                          |                          | Modifica les dades a Wikidata |
|        | Estació d'Ascó                     | Ascó                                          | estació de ferrocarril                         |                                                          | 41° 10′ 57″ N, 0° 34′ 09″ E / 41.18238888888889°N,0.5690277777777778°E                                                           |                                                      |                          | Modifica les dades a Wikidata |
|        | Forn de guix de les Camposines     | Ascó                                          | forn de guix                                   | Estil: arquitectura popular                              | | bé integrant del patrimoni cultural català           |                          | Modifica les dades a Wikidata |
|        | Illa d'Ascó                        | Ascó                                          | zona humida                                    | Superfície: 2.35ha                                       | 41° 10′ 45″ N, 0° 34′ 20″ E / 41.1792°N,0.572104°E 25 msnm                                                                       |                                                      |                          | Modifica les dades a Wikidata |
|        | Molí de Cal Cavaller               | Ascó                                          | molí d'aigua                                   |                                                          | 41° 07′ 44″ N, 0° 32′ 52″ E / 41.1288869267841°N,0.547872625946975°E                                                             |                                                      |                          | Modifica les dades a Wikidata |
|        | Muralles d'Ascó                    | Ascó                                          | muralla urbana                                 |                                                          | 41° 10′ 46″ N, 0° 34′ 05″ E / 41.179484°N,0.567965°E ca:Carrer de la Mola, plaça Nova, carrer Cavaller i carrer Trinquet 77 msnm | bé d'interès cultural bé cultural d'interès nacional | Muralles d'Ascó          | Modifica les dades a Wikidata |
|        | Pas de l'Ase                       | Ascó Garcia                                   | canyó                                          |                                                          | 41° 09′ 28″ N, 0° 37′ 07″ E / 41.157737°N,0.618519°E                                                                             |                                                      |                          | Modifica les dades a Wikidata |
|        | Pedra Alemanya                     | Ascó                                          | monument edifici històric                      |                                                          | 41° 08′ 43″ N, 0° 29′ 18″ E / 41.145212°N,0.488314°E                                                                             |                                                      |                          | Modifica les dades a Wikidata |
|        | Pedrera de Xero                    | Ascó                                          | pedrera                                        |                                                          | 41° 09′ 55″ N, 0° 33′ 27″ E / 41.1653356267284°N,0.557514549062141°E                                                             |                                                      |                          | Modifica les dades a Wikidata |
|        | Pic de l'Àguila                    | Garcia Ascó                                   | muntanya                                       |                                                          | 41° 08′ 24″ N, 0° 36′ 08″ E / 41.139903°N,0.602189°E 492 msnm                                                                    |                                                      |                          | Modifica les dades a Wikidata |
|        | Pont del Llop                      | Ascó                                          | pont                                           |                                                          | 41° 12′ 20″ N, 0° 33′ 26″ E / 41.2055882541311°N,0.557138509684339°E                                                             |                                                      |                          | Modifica les dades a Wikidata |
|        | Pou de la neu                      | Ascó                                          | pou de neu                                     | Estil: arquitectura popular                              | 41° 10′ 49″ N, 0° 34′ 07″ E / 41.180254°N,0.56864°E                                                                              | bé cultural d'interès local                          |                          | Modifica les dades a Wikidata |
|        | Pous                               | Ascó                                          | pou                                            | Estil: arquitectura popular                              | 41° 11′ 38″ N, 0° 32′ 12″ E / 41.193816°N,0.536787°E                                                                             | bé cultural d'interès local                          |                          | Modifica les dades a Wikidata |
|        | Torre del Minaret                  | Ascó                                          | torre de defensa                               |                                                          | 41° 10′ 49″ N, 0° 34′ 04″ E / 41.180188°N,0.567805°E ca:Carrer Major, 20 84 msnm                                                 | bé d'interès cultural bé cultural d'interès nacional |                          | Modifica les dades a Wikidata |
|        | assut d'Ascó                       | Ascó                                          | assut                                          |                                                          | 41° 12′ 01″ N, 0° 34′ 37″ E / 41.200278°N,0.576944°E Ebre 31.7 msnm                                                              |                                                      |                          | Modifica les dades a Wikidata |
|        | búnquer dels Reguers               | Ascó                                          | búnquer                                        | Estil: arquitectura popular                              | 41° 10′ 13″ N, 0° 34′ 51″ E / 41.17027777777778°N,0.5808333333333333°E                                                           | bé cultural d'interès local                          |                          | Modifica les dades a Wikidata |
|        | casa consistorial d'Ascó           | Ascó                                          | casa consistorial                              |                                                          | 41° 10′ 51″ N, 0° 34′ 02″ E / 41.18088299324871°N,0.5671066936792213°E                                                           |                                                      |                          | Modifica les dades a Wikidata |
|        | central nuclear d'Ascó             | Ascó                                          | central nuclear                                | 1971                                                     | 41° 12′ 00″ N, 0° 34′ 10″ E / 41.2°N,0.56944444°E                                                                                |                                                      | Ascó Nuclear Power Plant | Modifica les dades a Wikidata |
|        | centre històric d'Ascó             | Ascó                                          | centre històric                                | Estil: arquitectura popular 17th century                 | 41° 10′ 54″ N, 0° 34′ 02″ E / 41.18169611111111°N,0.56732°E ca:Pl. de l'Església i voltants 48 msnm                              | bé integrant del patrimoni cultural català           | Centre històric d'Ascó   | Modifica les dades a Wikidata |